# Félix Trinidad
Félix Juan Trinidad García  o Félix «Tito» Trinidad, Jr. (Cupey Alto, Puerto Rico, 10 de enero de 1973) es un ex-boxeador profesional puertorriqueño que ha sido campeón multi-división de la Federación Internacional de Boxeo (IBF), la Asociación Mundial de Boxeo (WBA) y del Consejo Mundial de Boxeo (WBC). Tiene un récord de 42 ganados, 3 perdidos y 35 peleas ganadas por nocaut, y es considerado como uno de los mejores boxeadores de la historia en peso wélter.

## Biografía
Fue campeón en la Federación Internacional de Boxeo, en la Asociación Mundial de Boxeo y en el Consejo Mundial de Boxeo. Tiene un impresionante récord con 42 victorias y 3 derrotas, con 35 por nocaut. Su carrera como deportista de esta disciplina empezó a los 12 años de edad, ya que ha ganado cinco premios en los campeonatos aficionados en su país de origen (100, 112, 119, 126 y 132 libras), su hoja de aficionado fue de 51-6  
Luego de una fructífera carrera en el boxeo aficionado, Trinidad saltó al profesionalismo y debutó en el 1990, cuando apenas tenía 17 años, noqueando a nueve de sus primeros 10 rivales en la división wélter. Tras amasar marca perfecta de 14-0, Trinidad recibió su primera oportunidad titular al enfrentarse a Maurice Blocker por la correa de la Federación Internacional de Boxeo (FIB). Pese a la experiencia del estadounidense, Trinidad lo noqueó transcurridos 1:49 del segundo asalto del combate escenificado en San Diego, California. Esa noche comenzó a forjarse la leyenda de Trinidad.

## Trayectoria
El 10 de marzo de 1990 comienza su carrera como profesional. Sus cinco primeras peleas como profesional las gana por vía nocaut (noqueó a 9 de sus primeros 10 oponentes). En diciembre de 1991 en su pelea contra el experimentado Jake Rodríguez se lastima su mano derecha en el 2.º Round y su mano izquierda en el cuarto asalto. Aun así venció por decisión unánime, pero tiene que despedirse del boxeo por un periodo de 5 meses. El 3 de octubre de 1992, Trinidad se enfrenta en París al veterano pugilista argentino Alberto Cortés, con récord de 51-3. Esta pelea es una verdadera llamada de atención para el joven Trinidad que tiene un descuido en el 2.º Round. Cortés aprovecha la desconcentración e inexperiencia del boricua mandándolo a la lona dos veces. Cuando el argentino sale dispuesto a acabar la pelea en el tercer round, recibe una lluvia de puños de un resucitado Trinidad. Cortés no puede aguantar el castigo y el boricua gana por K.O técnico.
A los 17 años se convirtió en profesional y a los 20 años obtuvo su primer título mundial. Su padre fue campeón nacional de Puerto Rico y, además, entrenador y mánager de su propio hijo en toda su carrera como profesional. Trinidad obtuvo cetros en tres categorías diferentes. Le propinó su primera derrota como profesional al aclamado y promocionado Óscar de la Hoya por decisión en 1999. La pelea dejó varias dudas y se habló sobre una eventual revancha que nunca ocurrió

## Récord Profesional
| 42 Ganadas (35 Ko), 3 Derrotas (1 Ko), 0 Empates |        |                                |      |               |            |                                                              |                                                                                    |
| Res.                                             | Record | Rival                          | Tipo | Round         | Día        | Lugar                                                        | Notas                                                                              |
| Victoria                                         | 1-0    | Ángel Romero                   | KO   | 2 (4)         | 1990-03-10 | Miramar, Puerto Rico                                         | Debut Profesional.                                                                 |
| Victoria                                         | 2-0    | Israel Ponce                   | KO   | 2 (6)         | 1990-04-07 | Miramar, Puerto Rico                                         |                                                                                    |
| Victoria                                         | 3-0    | William López                  | TKO  | 1 (6)         | 1990-06-21 | El San Juan Hotel & Casino, San Juan, Puerto Rico            |                                                                                    |
| Victoria                                         | 4-0    | Omar Victoriano Alegre         | TKO  | 5 (6)         | 1990-07-27 | Outdoor Arena, Sicilia, Italia                               |                                                                                    |
| Victoria                                         | 5-0    | Jose Vilarino                  | KO   | 2 (6)         | 1990-09-06 | San Juan, Puerto Rico                                        |                                                                                    |
| Victoria                                         | 6-0    | Valentín Ocasio                | DU   | 6 (6)         | 1990-10-03 | El San Juan Hotel & Casino, San Juan, Puerto Rico            |                                                                                    |
| Victoria                                         | 7-0    | Luis Felipe Pérez              | TKO  | 2 (6)         | 1990-11-13 | El San Juan Hotel & Casino, San Juan, Puerto Rico            |                                                                                    |
| Victoria                                         | 8-0    | Noé Rivera                     | TKO  | 1 (10)        | 1991-03-13 | San Juan, Puerto Rico                                        |                                                                                    |
| Victoria                                         | 9-0    | Félix Vásquez                  | TKO  | 3 (10)        | 1991-05-01 | San Juan, Puerto Rico                                        |                                                                                    |
| Victoria                                         | 10-0   | Manuel Salas                   | TKO  | 5 (10)        | 1991-06-21 | Tamiani Fairgrounds Auditorium, Miami, Florida, USA          |                                                                                    |
| Victoria                                         | 11-0   | Darren McGrew                  | PTS  | 10 (10)       | 1991-07-10 | San Juan, Puerto Rico                                        |                                                                                    |
| Victoria                                         | 12-0   | Lorenzo Bouie                  | TKO  | 1 (10)        | 1991-10-25 | Mahi Temple Shrine Auditorium, Miami, Florida, USA           |                                                                                    |
| Victoria                                         | 13-0   | Jake Rodríguez                 | DU   | 10 (10)       | 1991-12-06 | Bayamon, Puerto Rico                                         |                                                                                    |
| Victoria                                         | 14-0   | Raúl González                  | TKO  | 4 (10)        | 1992-05-03 | Cayey, Puerto Rico                                           |                                                                                    |
| Victoria                                         | 15-0   | Joseph Alexander               | KO   | 1 (10)        | 1992-07-18 | San Juan, Puerto Rico                                        |                                                                                    |
| Victoria                                         | 16-0   | Alberto de las Mercedes Cortes | TKO  | 3 (10)        | 1992-10-03 | París, Francia                                               |                                                                                    |
| Victoria                                         | 17-0   | Henry Hughes                   | TKO  | 1 (10)        | 1993-02-13 | Roberto Clemente Coliseum, San Juan, Puerto Rico             |                                                                                    |
| Victoria                                         | 18-0   | Pedro Aguirre                  | TKO  | 4 (10)        | 1993-02-20 | Estadio Azteca, Ciudad de México                             |                                                                                    |
| Victoria                                         | 19-0   | Colin Tomlinson                | KO   | 1 (12)        | 1993-05-08 | Condado, Puerto Rico                                         |                                                                                    |
| Victoria                                         | 20-0   | Maurice Blocker                | KO   | 2 (12), 1:49  | 1993-06-19 | San Diego Sports Arena, San Diego, California                | Gana título FIB peso wélter.                                                       |
| Victoria                                         | 21-0   | Luis Gabriel García            | TKO  | 1 (12), 2:31  | 1993-08-06 | Coliseo Ruben Rodríguez, Bayamon                             | Retiene título FIB peso wélter.                                                    |
| Victoria                                         | 22-0   | Anthony Stephens               | KO   | 10 (12), 3:09 | 1993-10-23 | Fort Lauderdale Convention Center, Fort Lauderdale, Florida  | Retiene título FIB peso wélter.                                                    |
| Victoria                                         | 23-0   | Héctor Camacho                 | UD   | 12            | 1994-01-29 | MGM Grand Garden Arena, Las Vegas, Nevada                    | Retiene título FIB peso wélter.                                                    |
| Victoria                                         | 24-0   | Luis Ramon "Yori Boy" Campas   | TKO  | 4 (12), 2:41  | 1994-09-17 | MGM Grand Garden Arena, Las Vegas, Nevada                    | Retiene título FIB peso wélter.                                                    |
| Victoria                                         | 25-0   | Oba Carr                       | TKO  | 8 (12), 2:41  | 1994-12-10 | Estadio de Béisbol Monterrey, Monterrey, Nuevo León          | Retiene título FIB peso wélter.                                                    |
| Victoria                                         | 26-0   | Roger Turner                   | TKO  | 2 (12), 2:28  | 1995-04-08 | Caesars Palace, Las Vegas, Nevada                            | Retiene título FIB peso wélter.                                                    |
| Victoria                                         | 27-0   | Larry Barnes                   | TKO  | 4 (12), 2:54  | 1995-11-18 | Atlantic City Convention Center, Atlantic City, Nueva Jersey | Retiene título FIB peso wélter.                                                    |
| Victoria                                         | 28-0   | Rodney Moore                   | RTD  | 4 (12), 3:00  | 1996-02-10 | MGM Grand Garden Arena, Las Vegas, Nevada                    | Retiene título FIB peso wélter.                                                    |
| Victoria                                         | 29-0   | Freddie Pendleton              | KO   | 5 (12), 1:30  | 1996-05-18 | The Mirage, Las Vegas, Nevada                                | Retiene título FIB peso wélter.                                                    |
| Victoria                                         | 30-0   | Ray Lovato                     | TKO  | 6 (12), 1:57  | 1996-09-07 | MGM Grand Garden Arena, Las Vegas, Nevada                    | Retiene título FIB peso wélter.                                                    |
| Victoria                                         | 31-0   | Kevin Lueshing                 | TKO  | 3 (12), 2:59  | 1997-01-11 | Nashville Arena, Nashville, Tennessee                        | Retiene título FIB peso wélter.                                                    |
| Victoria                                         | 32-0   | Troy Waters                    | KO   | 1 (12), 2:50  | 1997-08-23 | Madison Square Garden, New York, New York                    | Pelea eliminatoria por título CMB peso superwélter.                                |
| Victoria                                         | 33-0   | Mahenge Zulú                   | KO   | 4 (12), 2:20  | 1998-04-03 | Coliseo Ruben Rodríguez, Bayamon                             | Retiene título FIB peso wélter.                                                    |
| Victoria                                         | 34-0   | Pernell Whitaker               | UD   | 12            | 1999-02-20 | Madison Square Garden, New York, New York                    | Retiene título FIB peso wélter.                                                    |
| Victoria                                         | 35-0   | Hugo Pineda                    | KO   | 4 (12), 2:53  | 1999-05-29 | Roberto Clemente Coliseum, San Juan                          | Retiene título FIB peso wélter.                                                    |
| Victoria                                         | 36-0   | Oscar de la Hoya               | MD   | 12            | 1999-09-18 | Mandalay Bay Events Center, Las Vegas, Nevada                | Retiene título FIB y gana título Lineal y título CMB peso wélter.                  |
| Victoria                                         | 37-0   | David Reid                     | UD   | 12            | 2000-03-03 | Caesars Palace, Las Vegas, Nevada                            | Gana título AMB peso superwélter.                                                  |
| Victoria                                         | 38-0   | Mamadou Thiam                  | TKO  | 3 (12), 2:48  | 2000-07-22 | American Airlines Arena, Miami, Florida                      | Retiene título AMB peso superwélter.                                               |
| Victoria                                         | 39-0   | Fernando Vargas                | TKO  | 12 (12), 1:33 | 2000-12-02 | Mandalay Bay Events Center, Las Vegas, Nevada                | Retiene título AMB y gana título FIB peso superwélter.                             |
| Victoria                                         | 40-0   | William Joppy                  | TKO  | 5 (12), 2:25  | 2001-05-12 | Madison Square Garden, New York, New York                    | Gana título AMB peso mediano.                                                      |
| Derrota                                          | 40-1   | Bernard Hopkins                | TKO  | 12 (12), 1:18 | 2001-09-29 | Madison Square Garden, New York, New York                    | Pelea por título CMB, FIB y pierde título AMB peso mediano.                        |
| Victoria                                         | 41-1   | Hacine Cherifi                 | TKO  | 4 (10), 2:32  | 2002-05-11 | Roberto Clemente Coliseum, San Juan                          | Pelea sin título en juego peso mediano.                                            |
| Victoria                                         | 42-1   | Ricardo Mayorga                | TKO  | 8 (12), 2:39  | 2004-10-02 | Madison Square Garden, New York, New York                    | Gana título USA Native American Boxing Council y título vacante NABC peso mediano. |
| Derrota                                          | 42-2   | Winky Wright                   | UD   | 12            | 2005-05-14 | MGM Grand Garden Arena, Las Vegas, Nevada                    | Pelea eliminatoria por título CMB peso mediano.                                    |
| Derrota                                          | 42-3   | Roy Jones, Jr.                 | UD   | 12            | 2008-01-19 | Madison Square Garden, New York, New York                    | Pelea sin título en juego peso semi pesado.                                        |